# Lövgölen
Lövgölen är en sjö i Norrköpings kommun i Östergötland och ingår i Kilaåns huvudavrinningsområde.